# ウェストキャロル郡 (ルイジアナ州)
ウェストキャロル郡（ウェストキャロルぐん、英: West Carroll Parish）は、アメリカ合衆国ルイジアナ州の北部に位置する郡である。2010年国勢調査での人口は11,604人であり、2000年の12,314人から5.8％減少した。郡庁所在地はオークグローブ（人口1,727人）であり、同郡で人口最大の町でもある。

## 歴史

### 前史時代

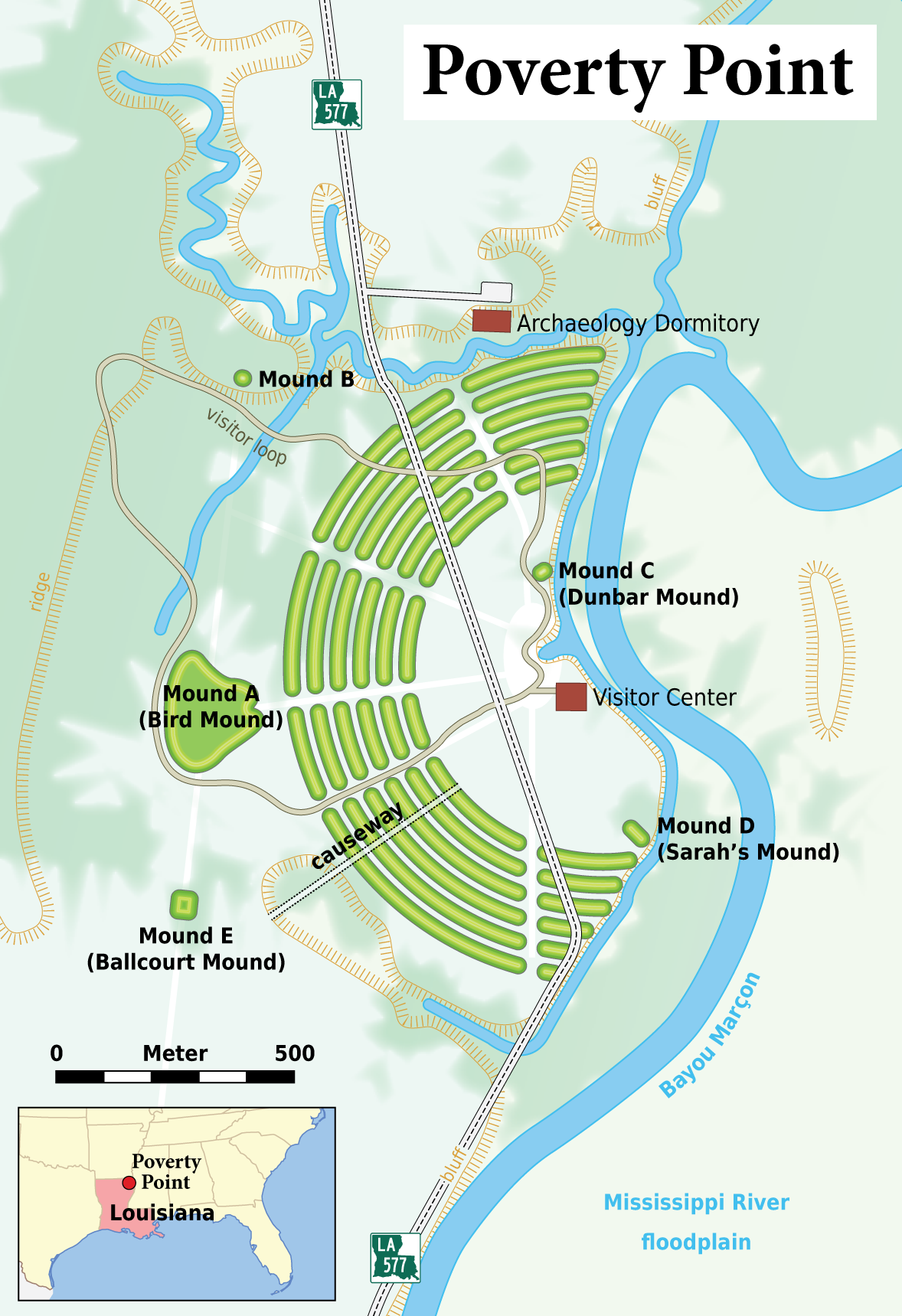
ポバティポイント

ウェストキャロル郡となった地域にはアメリカ合衆国が誕生する数千年前から、様々なインディアン部族が住んでいた。
郡南端にはポバティポイントがあり、古代の半円状土盛りに放射状の道があり、さらに台形のマウンドがある1マイル (1.6 km) 弱四方の遺跡である。北アメリカでは最大級のインディアン遺跡である。考古学者達は、紀元前1500年頃に始まる古期後期に建設され、ミシシッピ川下流を地盤にしたポバティポイント文化の中心となった交易拠点だとしている。2000年以上前のニューヨーク市とも呼ばれてきた。人工物によって、交易範囲は現在のジョージア州やウィスコンシン州など五大湖州にまで及んだことが示されている。後にこの地域に入った部族はチョクトー族やチカソー族などだった。
この地域は16世紀から18世紀の多くのフランス人やスペイン人が探検したが、恒久的な開拓地は造られなかった。それはメキシコ湾や主要市場に直接アクセスできる川のある地域が望まれたからだった。1803年にアメリカ合衆国がルイジアナを買収した後、ルイジアナの北東部すべてはワシタ郡と考えられた。1807年、メソジストの牧師モーゼス・フロイドがバイユー・メイコンの西岸に入植した。後に「フロイド」と呼ばれた交易拠点が発展し、この村は成長を始めた。ポバティポイントからは1マイル (1.6 km) 足らずの位置にあった。

### 郡の成立以降
ワシタ郡のヨーロッパ系アメリカ人人口が増え続けると、この地域はより小さな郡に分割された。1832年、州議会によってワシタ郡からキャロル郡が分離した。郡庁所在地はミシシッピ川岸のレイクプロビデンスに置かれた。19世紀前半を通じてキャロル郡西部のヨーロッパ系アメリカ人人口が増え続けた。その経済はおもに綿花の栽培と製材業に拠っていた。1855年には人口が増加して、バイユー・メイコンの西のフロイドに郡庁所在地を住民投票で動かせるほどになった。バイユー・メイコンを蒸気船が運航できたので、地域は繁栄する交易拠点になった。1856年、新しい郡庁舎の建設が始まり、1857年遅くには完成した。
郡庁所在地を動かしたことで、多くの専門職や交易業者がフロイドに集まるようになり、町は急速に成長した。ホテル、郵便局、雑貨店、酒場のある典型的なフロンティアの町になった。
1861年1月、ルイジアナ州議会が合衆国からの脱退を決め、自身自由かつ主権を持った国であると宣言した。2か月足らず後にはアメリカ連合国に加盟した。歴史家フロレンス・マッコイの著作『川の間で』に拠れば、これはウェストキャロル郡を造ることになる分離だったとされている。
この地域では南北戦争に関わる戦闘はほとんど無かった。これはミズーリ州で主に活動したクアントリル・ギャングのような暴徒の行動に帰する歴史家もいる。また地域の孤立した地形とフロイドを取り囲む広大な湿地も重要な要素だった。フランク・ジェイムズは1863年から1864年の冬にテキサスへの行き帰りで、クアントリルと共にここを通過したと言われている。1870年代初期、フランクとその弟ジェシー・ジェイムズはミズーリ州からテキサス州にかけての銀行を襲い、この地域で時を過ごしたとされている。
レコンストラクション時代、地元指導者は連邦政府が指名した州政府によって任命された役人に反対した。解放奴隷の権利に関する規程に反対した者もいた。1870年代、白人同盟の支部がルイジアナ州中で結成され、武装集団が共和党員を脅し、解放奴隷による投票を阻止し、白人民主党が州議会で権力を取り戻すことを支援した。
1877年3月、連邦軍が州内から引き上げた。白人民主党が州議会を制した直ぐ後に、ウェストキャロル郡の創設を承認した。当初の人口は白人黒人あわせて800人、200家族だった。綿花と材木がこの新郡の生命線だったが、19世紀後期から20世紀初期にかけて農業に依存するこの地域は経済的な困難さに直面した。郡内には10台のコットンジン、3か所の製材所があり、蒸気船はバイユー・メイコンを航行し続け、交通の中心であった。
ビーフ川とメイコン川の蒸気船運航は南部中に建設された鉄道との競合で衰退した。鉄道と共に南北に走る道路（州道17号線）沿いの町が発展を始めた。パイオニア、フォレスト、オークグローブ、キルボーンの町だった。郡庁所在地に近く大きな製材所のあったパイオニアが急速に成長した。

### 20世紀
1909年1月、オークグローブの町が法人化された。レオポルド・リップなど郡内の著名市民の多くが南北道路と東西道路（州道2号線）の交差するその場所に注目した。近い将来に郡の経済中心になると予測した。
1915年、郡庁所在地をフロイドから鉄道沿いの町に移す案件について住民投票が行われた。オークグローブとパイオニアの2つの町が競った。郡南端にあって人口も最大であるパイオニアの市民は郡庁所在地になるものと思っていた。しかし、郡北部の人々がオークグローブを小差で選ばせることになった。郡庁所在地が移転すると、パイオニアは衰退を始めた。
1916年、新しい郡庁舎の建設が始まったが、それが完成する前のこの年遅くに雹と竜巻が町を破壊した。古い劇場、新庁舎の大半など多くの建物が破壊された。1917年1月、新庁舎が公開され、オークグローブに新しい時代が始まった。メインストリートには雑貨店、薬店、近代的劇場、カフェ、2軒の銀行など様々な企業が並んだ。
郡の経済は木材と綿花の支配が続いた。20世紀初期、ドナルド・B・フィスクが最新式のコットンジンを設置し、製材所も増強した。郡内では最大級の雇用主となった。
第二次世界大戦後、町と郡は新しい産業と事業で繁栄を続けた。1950年、南部でも最も近代的な映画館がフィスクでオープンし、今日まで営業を続けている。この地域では農夫達が綿花ではなくサツマイモを栽培し始め、繊維産業が出て行った。缶詰工場が鉄道沿いに作られ、20世紀末近くまで操業を続けた。
1960年代と1970年代、町は成長を続け、近代的な病院、老人ホーム、ウェルズ・ラモン衣類工場が建設された。1969年、起業家シェルトン・ラフィンが個人用のプレファブ柱を使った納屋を建設した。その建設スタイルは直ぐに地域で人気を呼び、ラフィン・ビルディング・システムの結成を促した。現在は南部での最大級の金属建材メーカーであり、国際的手には造船業になっている。198年代に入って大規模百貨店ができると、メインストリートの事業は衰退を始めた。この歴史地区はその建物の50％以上が利用されて活性化され続けている。
21世紀に入り、娯楽と小売業がウェストキャロル郡経済の重要な部分になってきた。2004年、トマス・ジェイソン・コミュニティセンターが1,000席の公会堂と共にオープンした。毎年多くのライブイベントが行われている。フィスク劇場は改修され、封切映画館として通常の営業に戻った。これら会場はどちらもルイジアナ州北東部やアーカンソー州南東部から娯楽を求める家族連れを呼ぶようになっている。2006年にスーパー・ウォルマートが開店し、ウェストキャロル郡は小売の中心になった。
今日でも農業は郡の主産業である。主要作物はトウモロコシ、米、綿花、サツマイモだが、最大の雇用主はウェストキャロル健康システム、ウェストキャロル教育委員会、ラフィン・ビルディング・システムおよびウォルマートである。金融面では5つの銀行がある。

## 地理
アメリカ合衆国国勢調査局に拠れば、郡域全面積は360平方マイル (933 km2)であり、このうち陸地359平方マイル (931 km2)、水域は1平方マイル (2 km2)で水域率は0.26％である。

### 主要高規格道路
- ルイジアナ州道2号線
- ルイジアナ州道17号線

### 隣接する郡
- チコット郡 (アーカンソー州) - 北
- イーストキャロル郡 - 東
- リッチランド郡 - 南
- モアハウス郡 - 西

### 国立保護地域
- ポバティポイント国立保護区

## 人口動態

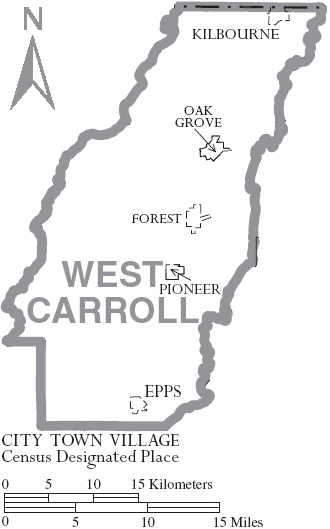
ウェストキャロル郡図

### 2010年
以下は2010年の国勢調査による人口統計データである。
人種別人口構成
- 白人: 81.8%
- アフリカン・アメリカン: 15.7%
- ネイティブ・アメリカン: 0.4%
- アジア人: 0.2%
- 太平洋諸島系: 0.0%
- 混血: 1.0%
- ヒスパニック・ラテン系: 2.6%

### 2000年
以下は2000年の国勢調査による人口統計データである。
| 基礎データ - 人口: 12,314人 - 世帯数: 4,458 世帯 - 家族数: 3,249 家族 - 人口密度: 13人/km2（34人/mi2） - 住居数: 4,980軒 - 住居密度: 5軒/km2（14軒/mi2） 人種別人口構成 - 白人: 79.89% - アフリカン・アメリカン: 18.88% - ネイティブ・アメリカン: 0.25% - アジア人: 0.13% - 太平洋諸島系: 0.01% - その他の人種: 0.43% - 混血: 0.41% - ヒスパニック・ラテン系: 1.35% 年齢別人口構成 - 18歳未満: 25.6% - 18-24歳: 9.7% - 25-44歳: 26.5% - 45-64歳: 22.6% - 65歳以上: 15.5% - 年齢の中央値: 37歳 - 性比（女性100人あたり男性の人口） - 総人口: 102.1 - 18歳以上: 99.5 | 世帯と家族（対世帯数） - 18歳未満の子供がいる: 33.3% - 結婚・同居している夫婦: 57.8% - 未婚・離婚・死別女性が世帯主: 12.3% - 非家族世帯: 27.1% - 単身世帯: 24.8% - 65歳以上の老人1人暮らし: 13.8% - 平均構成人数 - 世帯: 2.59人 - 家族: 3.09人 収入と家計 - 収入の中央値 - 世帯: 24,637米ドル - 家族: 31,806米ドル - 性別 - 男性: 28,211米ドル - 女性: 18,477米ドル - 人口1人あたり収入: 12,302米ドル - 貧困線以下 - 対人口: 23.4% - 対家族数: 18.2% - 18歳未満: 30.8% - 65歳以上: 22.3% |

## 都市と町
| - エップス - フォレスト | - キルボーン - オークグローブ - 郡庁所在地 | - パイオニア |

## 教育と宗教
ウェストキャロル郡教育委員会が地元の公立学校を運営している。4つの高校と5つの小学校があり、常に学業でもスポーツでも州内のトップクラスにある。
郡内には30以上の宗教会派がある。

## 警察組織

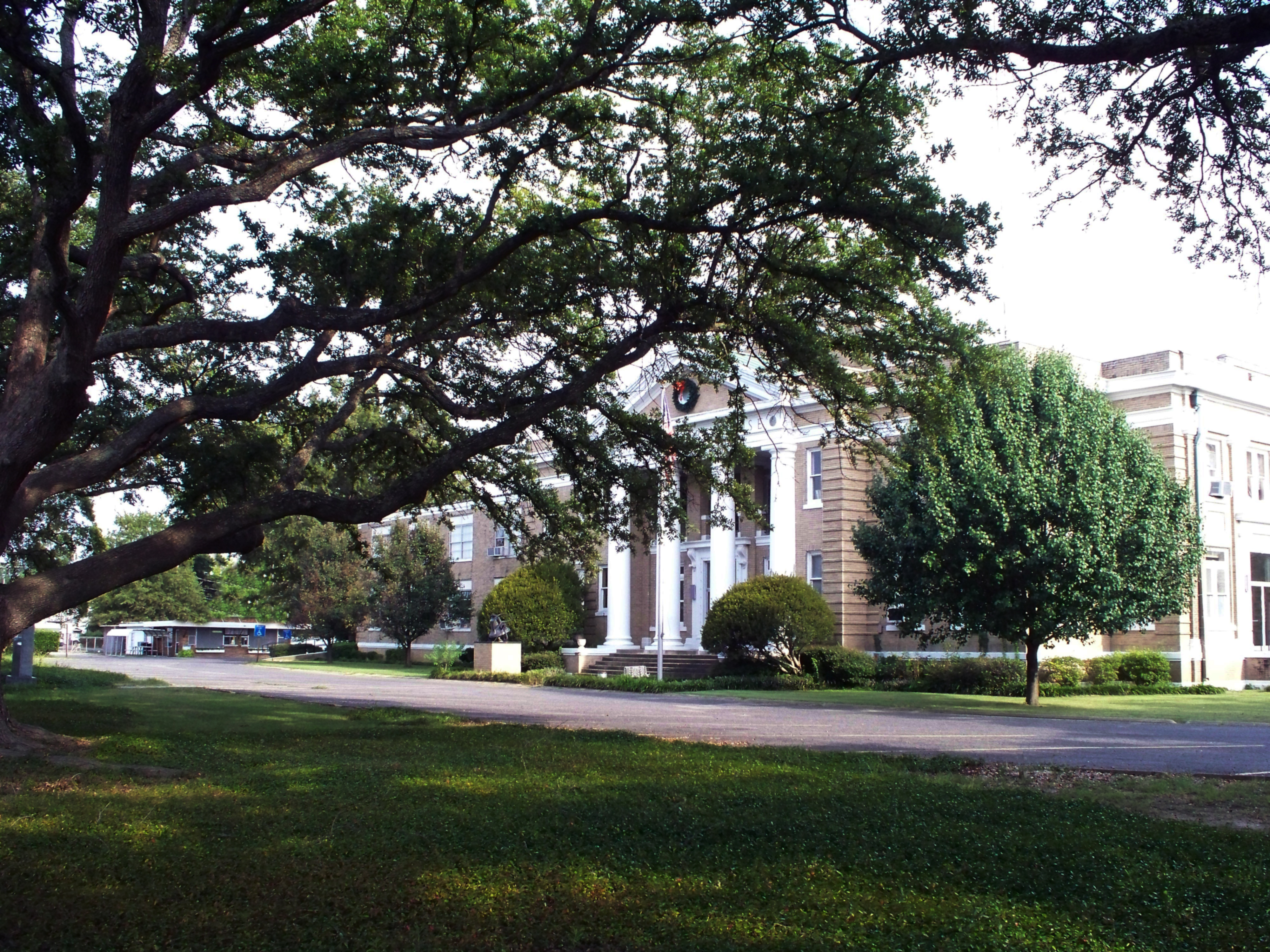
ウェストキャロル裁判所

郡保安官事務所はフルタイムの警察組織であり、常駐で17人の警官がいる。

## 著名な出身者
- トニー・ジョー・ホワイト（1943年生まれ）、シンガーソングライター、ギター奏者